# Minnesota United Football Club (2010-2016)
El Minnesota United Football Club fue un equipo de fútbol de los Estados Unidos que jugaba en la NASL hasta el 2016, la segunda liga de fútbol más importante del país en ese momento.

## Historia
Fue fundado el 5 de febrero del año 2010 en la ciudad de Minneapolis-Saint Paul con el nombre NSC Minnesota Stars y tomaron el lugar del Minnesota Thunder, el cual tuvo que abandonar la liga por problemas financieros, aunque el club todavía no ha desaparecido, está cerca de la ruina financiera.
El equipo jugó su primer partido oficial el 11 de abril de 2010, una derrota por 2-0 ante el Vancouver Whitecaps. El primer gol en la historia del equipo fue anotado por Daniel Wasson en su próximo partido, una victoria 1-0 sobre los Carolina Railhawks. Las estrellas disfrutaron de algunas victorias impresionantes en su temporada de debut, incluyendo una victoria por 3-1 sobre el Crystal Palace Baltimore, una victoria por 3-0 sobre el AC St. Louis, y una victoria por 3-1 sobre el FC Tampa Bay, finalizando cuarto en su conferencia. Desafortunadamente para las estrellas, fueron eliminados de los playoffs en la fase de cuartos de final, por 4-0 en el global ante los Carolina Railhawks, después que el defensor Andrés Arango recibió una tarjeta roja después de sólo 38 minutos. Simone Bracalello y Brian Cvilikas fueron los máximos goleadores del equipo en 2010, con 5 goles cada uno. El equipo promedió una asistencia de 1374 por partido, lo que fue 10 º de los 12 equipos de la liga.
Las Estrellas anunciaron que para la temporada 2011 el equipo ya no sería propiedad de la National Sports Center, sino por la North American Soccer League. La Federación de Fútbol de los Estados Unidos creó normas de propiedad donde el dueño debe tener un patrimonio neto de al menos $20 millones y el Centro Nacional de Deportes no cumplió con ello. La NASL se comprometó a ser dueño del equipo durante tres años. El equipo estableció un presupuesto de $2.000.000 con base en la meta de promedio 1.000 aficionados por partido.
El 5 de junio, el equipo estaba en segundo lugar, pero una racha de cuatro derrotas consecutivas como parte de un tramo de 0-6-1 envió al equipo en una crisis antes de terminar con el sexto y último lugar en los playoffs. Las Estrellas derrotaron a los Tampa Bay Rowdies 1-0 en los cuartos de final antes de derrotar al primer clasificado Carolina Railhawks por penales después de que la serie terminó 4-4 en el global. Una victoria en casa por 3-1 fue suficiente para ganar el campeonato de la NASL, luego de que el partido de vuelta terminó en empate 0-0. El equipo promedió alrededor de 1.700 aficionados durante la temporada, pero atrajo 2.500 para las semifinales de playoffs y 4.511 para el partido de ida final.
El 9 de enero de 2012, el club anunció un nuevo logotipo, así como un nuevo nombre. La porción NSC del nombre, que había llevado a la confusión, se dejó caer con el nuevo nombre es el de Minnesota Stars FC. El nuevo logotipo se reveló con la palabra 'NSC' retirada y el lema del estado (L'Étoile du Nord) se le añadió. El equipo continuó la búsqueda de un nuevo propietario en la temporada baja y abrió la temporada 2012 con un empate 0-0 ante los Carolina Railhawks en el Metrodome en frente de una multitud de 8.693.
El 9 de noviembre de 2012, la liga anunció oficialmente que el equipo fue comprado por Bill McGuire. El 5 de marzo de 2013, que fue seguido por el cambio de nombre del equipo, con el nombre actual de Minnesota United FC.
El 25 de marzo de 2015 la MLS, anuncia al Minnesota United FC como su nueva franquicia de expansión, misma que formará parte de su competencia a partir de la temporada 2017.

## Rivalidades
Durante el transcurso de la temporada 2011 de la NASL se formó una rivalidad entre los entonces Estrellas y FC Edmonton conocido como la Flyover Cup. El nombre fue elegido por Edmonton y Minnesota al mentir en las trayectorias de vuelo para vuelos transcontinentales, pero a menudo pasado por alto por los turistas. El símbolo de la copa es un bribón, al ser un ave nacional no oficial de Canadá, así como el pájaro del estado de Minnesota.

## Entrenadores
- Manny Lagos (2010–2016)[29]

## Palmarés
- North American Soccer League: 1
  - Soccer Bowl: 2011
  - Spring Championship: 2014
  - Woosnam Cup (Temporada Regular): 2014